# باشگاه فوتبال یونیورسیداد السالوادور
باشگاه فوتبال یونیورسیداد السالوادور که معمولاً با نام یوای‌اس شناخته می‌شود یک تیم فوتبال حرفه‌ای در السالوادور است.